# Benedetto Giovanelli
Conte Benedetto Giovanelli (Trento, 2 settembre 1774 – Trento, 6 giugno 1846) è stato un politico e storico italiano.

## Biografia
Nel 1816 fu nominato podestà di Trento dal governo del Tirolo, che scelse fra tre nomi presentati dal consiglio comunale della città. Nel 1819 fece realizzare il Teatro Sociale.
Dal 23 dicembre 1841 fu socio corrispondente dell'Accademia delle Scienze di Torino.